# Delphinium incisum
Delphinium incisum är en ranunkelväxtart som beskrevs av Nathaniel Wallich. Delphinium incisum ingår i släktet storriddarsporrar, och familjen ranunkelväxter. Inga underarter finns listade i Catalogue of Life.